# (16071) 1999 RW125
A (16071) 1999 RW125 a Naprendszer kisbolygóövében található aszteroida. A LINEAR projekt keretében fedezték fel 1999. szeptember 9-én.